# Yamaha TDM

La Yamaha TDM es una motocicleta multiuso del fabricante japonés Yamaha.. El líder del proyecto fue Etsuo Matsuki el cual concibió una motocicleta ideal para carreteras con muchas curvas, subidas y bajadas, capaz de afrontar terrenos de tierra y largas carreteras. Aunque sus predecesoras son motos todo-terreno (XT, Teneré y Super Teneré), su concepto es el reflejo del uso que muchos usuarios dan a sus motos trail, la carretera, y que en muchísimos casos son motos que nunca han pisado una pista forestal. Estableciéndose en un intermedio entre GT y Supermotard. Es una moto excelente para recorrer largas distancias debido a su ligereza y su posición de conducción derivada de las trail, pero a su vez potentes y veloces. Su posición de conducción, con la espalda erguida, y las piernas semi-flexionadas permite una conducción agresiva y una alta velocidad de paso por curva gracias a un centro de gravedad más alto. Este modelo fue producido hasta el año 2011, dando paso a la Yamaha MT-09 Tracer (FJ-09 en Estados Unidos) vendida a partir del año 2015.
significado siglas TDM= twin dualpurpose motorcycle

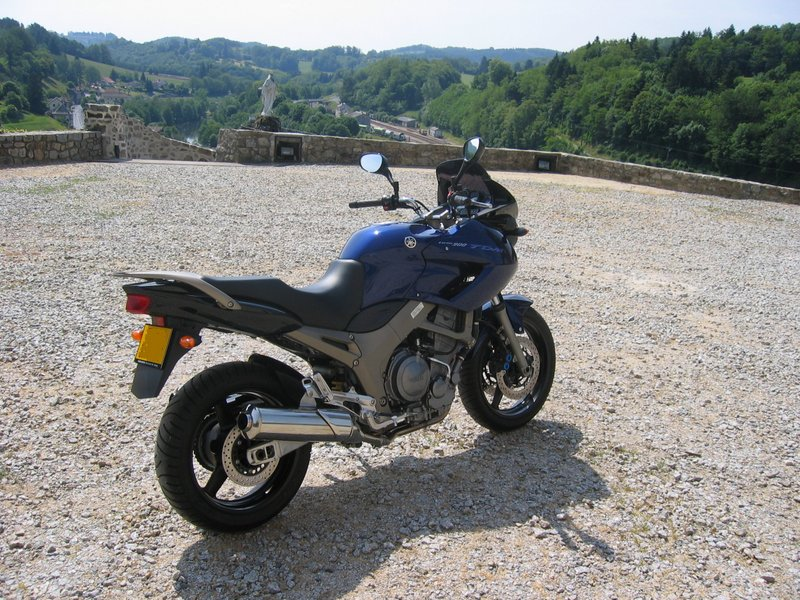
Yamaha TDM 900.

## Historia

### La antecesora: XTZ750 (3LD)
En 1989 Yamaha presentó la nueva XTZ750 Super-Ténéré. Surgió una alta demanda en motos tipo todo terreno y el modelo de Honda XRV650 se volvió muy popular. En el Rally París-Dakar la XTZ logró varias victorias.
El motor fue una innovación de Yamaha: era refrigerado por agua, 4 tiempos, 5 válvulas por cilindro, 2 cilindros paralelos inclinados, DOHC (el mismo concepto de la Génesis, tomado de la serie FZ y FZR), bomba seca con tanque de combustible independiente. 70 HP máximo, al igual que la XTZ tenía un excelente "performance" llegando como tope de velocidad a los 190 km/h, velocidad bastante rápida para una moto todo-terreno.
El chasis es muy impresionante también, 2 discos de freno adelante y 1 atrás. El cuadro es de acero tubular de una sola pieza, suspensión trasera progresiva y horquilla delantera de 43mm de diámetro.
La XTZ demostraba excelente desempeño en condiciones todo-terreno y era muy cómoda. El motor tenía excelentes cualidades como rentabilidad, duración, desempeño... pero un alto consumo de combustible (como muchas motos de esos tiempos). Por otro lado presentaba algunos inconvenientes: las frenadas no eran buenas, la caja era dura y ruidosa, cuadro no suficientemente resistente para terrenos accidentados.
La XTZ750 fue producida hasta 1995 sin ninguna modificación mayor.

### Primera TDM: TDM850 (3VD).
En 1991 vino la TDM850 (3VD), también conocida como MkI. Existías más demanda de motos versátiles, y menos de motos todo-terreno. 
El motor era muy similar a la XTZ750, excepto que el motor creció a 849cc. E incremento mayores caballos de fuerza llegando a un máximo de 73.7, todo el desempeño mejoró considerando que no era una moto deportiva y menos aún una deportiva-GT.
La TDM850 venía con un chasis híbrido: cuadro tipo Deltabox de acero y suspensión de alto recorrido, más adecuado para todo tipo de terrenos y no solo para el todo-terreno. La suspensión trasera ya no era progresiva y la suspensión delantera se conservaba igual. El motor estaba protegido por una pequeña lámina metálica. Los frenos eran mucho más eficientes que la XTZ, manteniendo 2 discos delanteros y 1 trasero. La rueda delantera tenía un diámetro muy poco común de 18” de diámetro, limitando las posibilidades de escoger neumáticos del mercado. 
La 3VD - MkI fue producida hasta 1995 sin ninguna modificación, excepto los colores.

### La segunda TDM: TDM850 (4TX).
La nueva TDM850 de 1996, conocida también como MkII, tenía grandes modificaciones: 
- Nuevo diseño.
- Cigüeñal calado a 270° con el objetivo de conseguir un funcionamiento similar al de un motor de 2 cilindros en V a 90°.
- Horquilla delantera tradicional de 43mm de diámetro.
- Suspensión de corto recorrido.
- Nuevo diseño de encarenado.
Los mismos inconvenientes de la MkI continuaban: caja dura y ruidosa, consumo de combustible elevado, suspensión demasiado suave...

#### Modificaciones de 1999
La TDM850 incorporó algunos cambios:
- Modificaciones en la caja.
- Gran modificación en el sistema de cableado.
- Bomba de gasolina eléctrica.
- Nuevo tablero digital con medidor de velocidad LCD, reloj y medidor de temperatura e indicador de combustible.
- Odómetro y sensor electrónico de velocidad. 
La 4TX fue producida hasta el 2001.

### Moto derivada: TRX850 (4XG).
Durante 1996 Yamaha presentó una nueva moto deportiva (con casi) el mismo motor de la TDM850: la TRX850. El cuadro tubular estaba hecho similar a la Ducati. Todo el desempeño era muy bueno, pero desafortunadamente esta moto fue desprestigiada. 

### Tercera TDM: TDM900 (5PS).

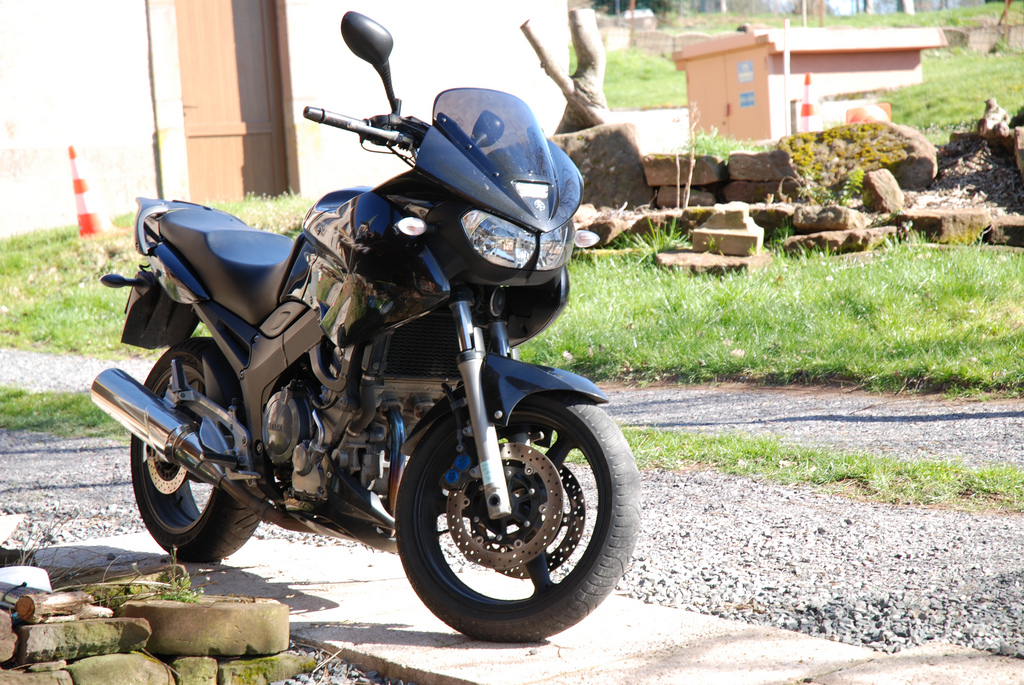

En el 2002 nació la TDM900. Como siempre una todo-en uno polivalente moto, pero con aspecto y sensación más deportiva-GT. Este modelo, con las correspondientes modificaciones y restyling, estuvo vigente hasta el 2010. Es básicamente una moto completamente nueva, tomando unas pocas partes de su predecesora la 850.
Las principales diferencias son:
- El motor fue aumentado a 897cc en combinación con largo recorrido y recubrimiento de compuesto cerámico en los cilindros.
- Nueva caja de 6 velocidades.
- Inyección electrónica acorde con las normas Euro2.
- Escapes con convertidor catalítico y sensor de O2.
- Cuadro de aluminio en forma de diamante.
- Tablero completamente digital.
- Caliper de freno monobloque azules de la Yamaha R1's.
- Bombas de freno delantero y trasero Brembo
- Suspensión trasera progresiva ohlins OEM y amortiguador totalmente ajustable.
- Recorrido de suspensión más corto que la 850.

En concreto sus especificaciones eran las siguientes:
- Motor
  - Motor - 897cc enfriado por agua, 4 tiempos, inclinado hacia adelante, gemelos paralelos, DOHC 5 válvulas
  - Bore y recorrido - 92.0 x 67.5mm
  - Tasa de compresión - 10.4:1
  - Max. Potencia 63.4kW (86.2HP) @ 7,500rpm
  - Max. Torque 88.8Nm (9.1kg-m) @ 6,000rpm
  - Lubricación - Bomba seca al estilo de la Fórmula 1

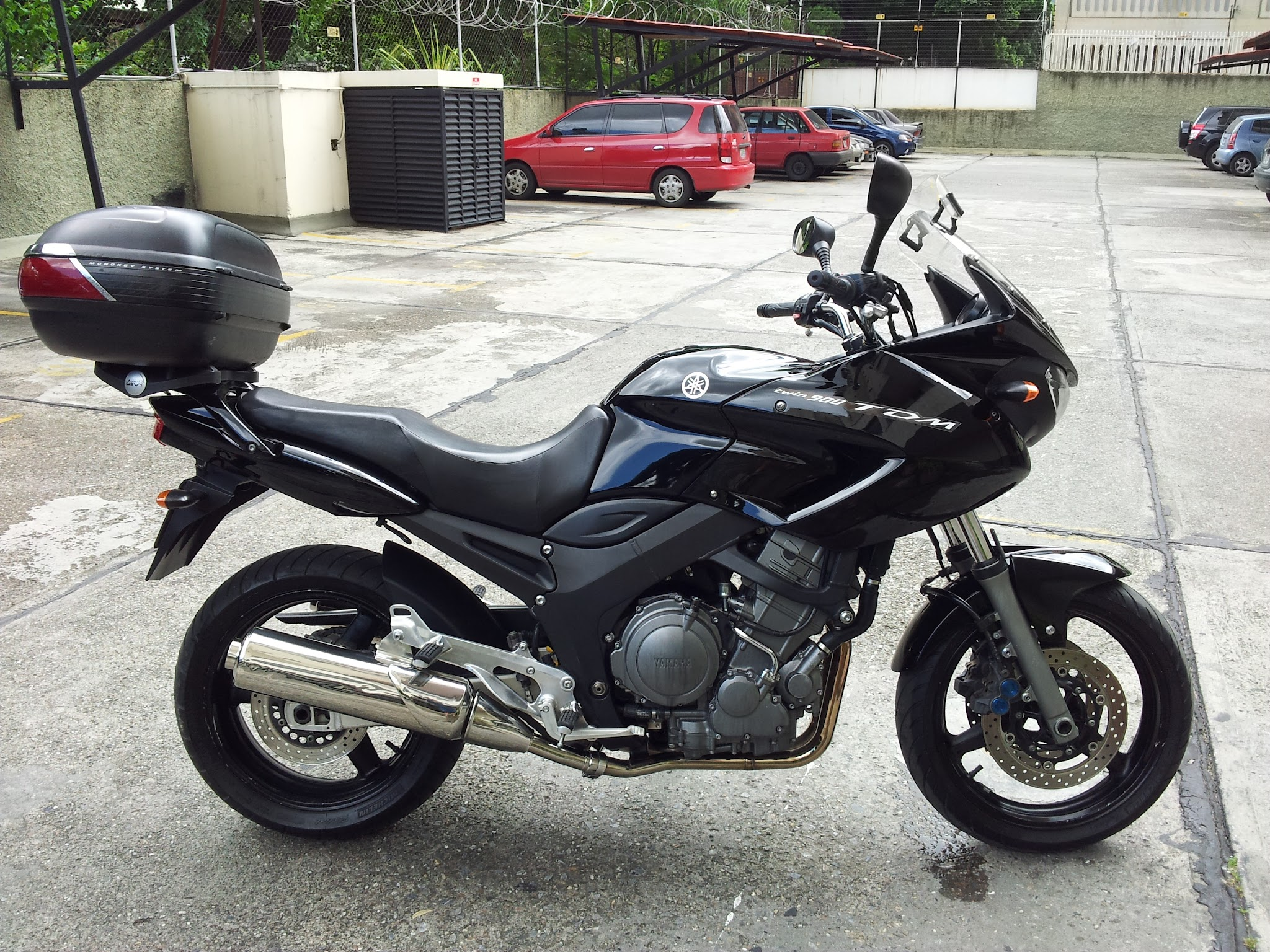
Yamaha TDM 900

  - Yamaha TDM 900Sistema de combustible - Inyección electrónica
  - Tipo de embrague - Húmedo, múltiples discos
  - Ignición - TCI (digital)
  - Sistema de encendido - Eléctrico
  - Transmisión - malla constante, 6 velocidades
  - Transmisión final - cadena D.I.D
  - Promedio de recorrido 1 – 2.750, 2 – 1.947, 3 – 1.545, 4 – 1.240, 5 – 1.040, 6 – 0.923
- Chasis
  - Cuadro - de Aluminio en forma de diamante Deltabox

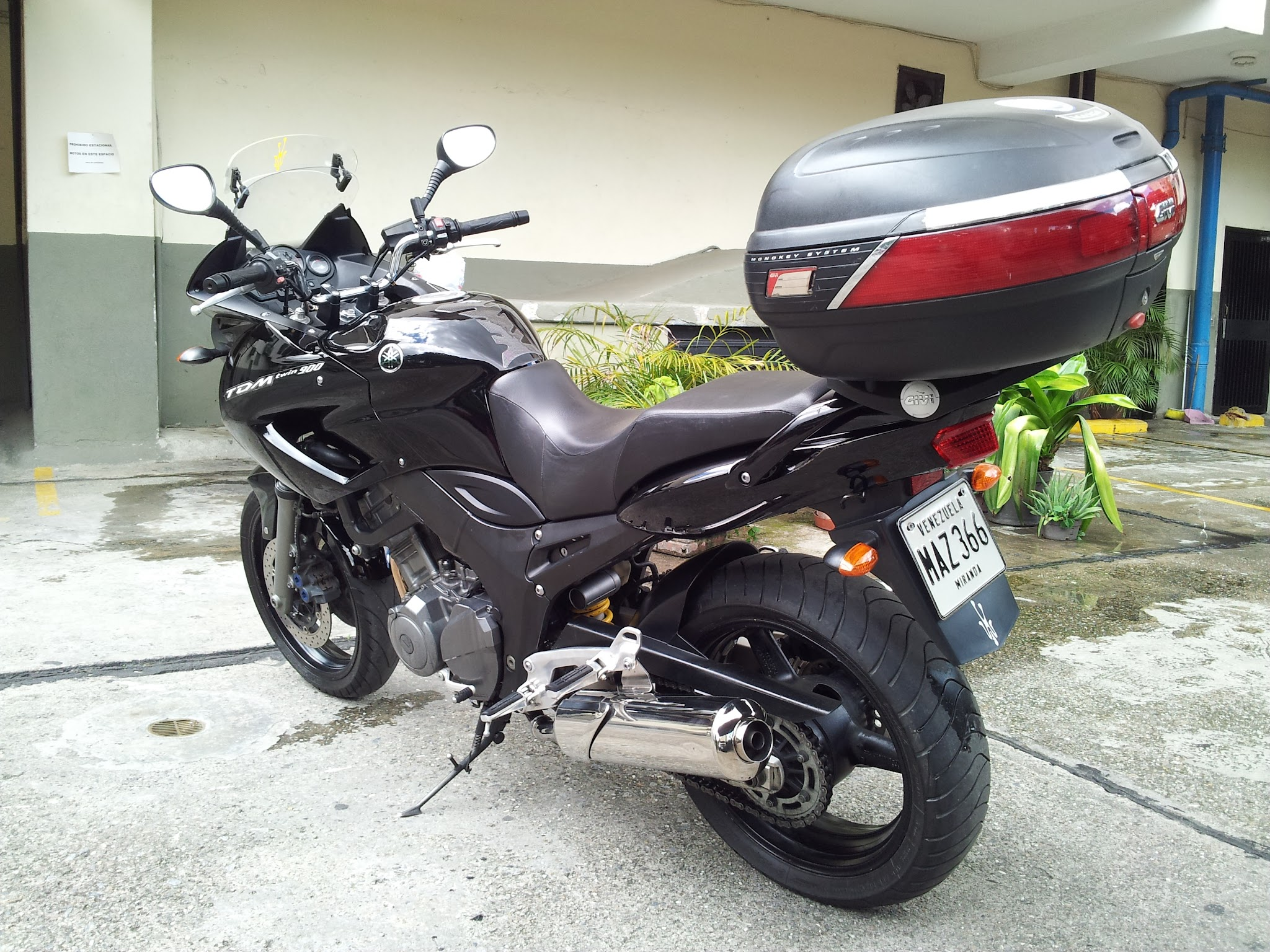
Yamaha TDM 900

  - Yamaha TDM 900Suspensión delantera - horquilla telescópica
  - Suspensión trasera - Brazo oscilante (suspensión tipo encadenada)
  - Recorrido rueda delantera - 150mm
  - Recorrido rueda trasera - 133mm
  - Ángulo de rueda - 25.5°
  - Yamaha TDM 900Arrastre - 114mm

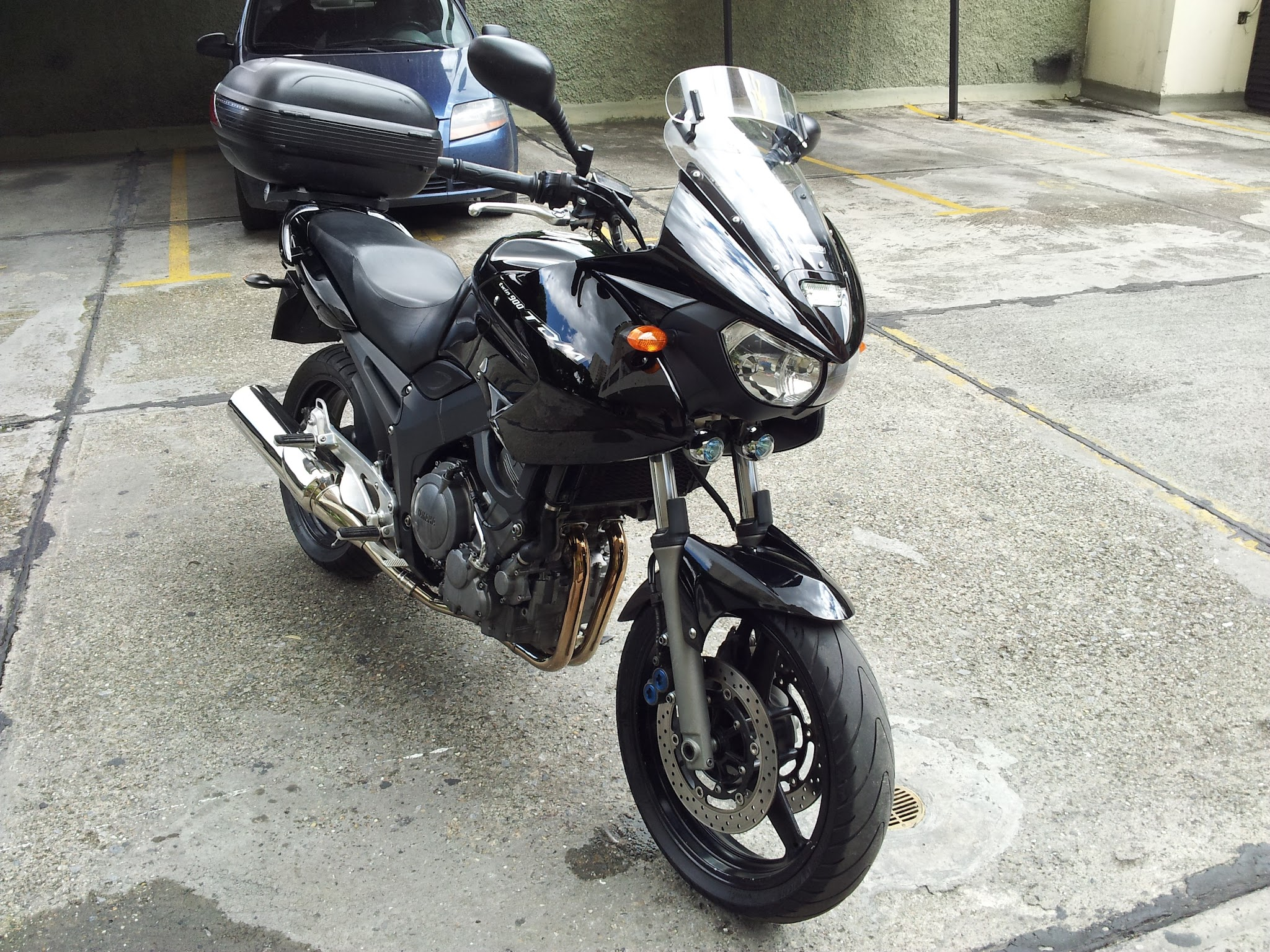
Yamaha TDM 900

  - Frenos delanteros - 2 Discos, Ø 298mm bomba de freno brembo
  - Freno trasero - 1 Disco, Ø 245mm  bomba de freno brembo
  - Llanta delantero - 120/70 ZR18M/C (59W)
  - Llanta trasero - 160/60 ZR17M/C (69W)
  - Rueda delantera - 18M/CMT3.50
  - Rueda trasera - 17M/CMT5.00
- Dimensiones
  - Largo total - 2,180mm
  - Ancho total - 800mm
  - Alto total - 1,290mm
  - Altura de asiento - 825mm
  - Largo de asiento - 655mm
  - Rueda base - 1,485mm
  - Despeje al suelo - 160mm
  - Peso en seco - 187kg sin ABS
  - Capacidad tanque de combustible - 20 litros (reserva 3.5 litros)
  - Capacidad de tanque de aceite - 4.7 litros

#### 2003
Se realizan las siguientes modificaciones:
- Horquilla delantera distinta
- Ligera modificación del cableado
- Luces de posición fija y faro delantero con autoencendido
- Eliminación de botón de encendido de las luces

#### 2004
- Horquilla delantera distinta.
- Diferente disco de freno delantero (más grueso).
- Ligera modificación del cableado.
- Llaves de encendido con unidad de sensor antirobo.

#### 2005
(La producción se desdobla en dos modelos Tdm900 y Tdm900A)
- Sistema de frenado ABS (opcional) TDM 900A

Chasis pintado en negro

#### 2007
- Escapes de 3 vías acordes con la norma Euro3.
- Motor pintado de negro.
- Adhesivos blancos decorativos.

#### 2008
- Espuma del asiento más compacta y con nuevo recubrimiento.

#### 2009, 2010, 2011 (Último año de producción)
- Sin ningún cambio.